# 程繼賢
程繼賢（1910年—1937年9月），字閱甫。山西省太谷縣人。他為抗日戰爭期間陣亡的中國軍方高級將領之一。

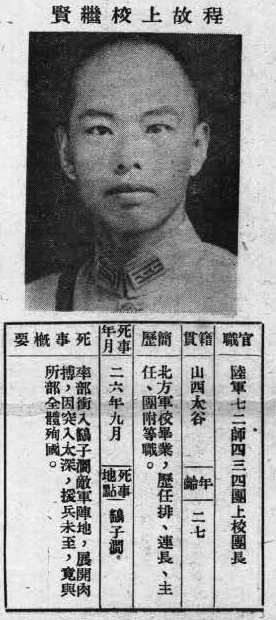
《抗戰軍人忠烈錄》（第一輯）中的程繼賢烈士遺像

## 生平[1]
山西北方軍校畢業。歷任排長、連長、教育主任、團附、團長等職。抗戰時任陸軍第61軍72師434團團長，率部衝入敵鷂子澗陣地，因突入太深援軍未至，與所部官兵壯烈殉國。